# Val-d'Orvin
Val-d'Orvin è una località e un comune francese soppresso situato nel dipartimento dell'Aube nella regione del Grand Est che contava 432 abitanti nel 1999.

## Storia
Nel 1999 Val-d'Orvin si è sciolto originando tre distinti comuni: Bercenay-le-Hayer, Bourdenay e Trancault.